# ヴィートゥイ県
ヴィートゥイ県（ヴィートゥイけん、ベトナム語：Huyện Vị Thủy / 縣渭水?）は、ベトナム社会主義共和国ハウザン省の県。面積は229.37km²、人口は90,126人（2019年）である。

## 行政区画
1市鎮9社から構成される。
- ナンマウ市鎮（Nàng Mau / 娘毛）
- ヴィービン社（Vị Bình / 渭平）
- ヴィードン社（Vị Đông / 渭東）
- ヴィータン社（Vị Thắng / 渭勝）
- ヴィータイン社（Vị Thanh / 渭清）
- ヴィートゥイ社（Vị Thủy / 渭水）
- ヴィーチュン社（Vị Trung / 渭中）
- ヴィントゥアンタイ社（Vĩnh Thuận Tây / 永順西）
- ヴィンチュン社（Vĩnh Trung / 永中）
- ヴィントゥオン社（Vĩnh Tường / 永祥）